# 波羅斯科滕
50°34′0″N 29°57′20″E / 50.56667°N 29.95556°E
波羅斯科滕（烏克蘭語：Пороскотень）是位於烏克蘭北部的村莊，由基辅州布恰区的內米沙耶韋市鎮負責管轄。該村面積1平方公里，海拔高度148米，2001年人口133，人口密度每平方公里133人。